# Jaszcz (Nozdrzec)
Jaszcz – przysiółek wsi Nozdrzec w Polsce, położony w województwie podkarpackim, w powiecie brzozowskim, w gminie Nozdrzec.
W latach 1975–1998 przysiółek administracyjnie należał do województwa krośnieńskiego.